# Faraó
Os faraós são geralmente representados vestindo o toucado denominado nemés/cate e um shendyt
Faraó (/ˈfɛəroʊ/, /USalsoˈfeɪ.roʊ/ FAY-roh; em copta:  ⲡⲣ̅ⲣⲟ) é o título comum atualmente utilizado para se referir aos monarcas do Egito Antigo da Primeira Dinastia (c. 3 150 a.C.) até a anexação do Egito pelo Império Romano em 30 a.C.. Os primeiros exemplos confirmados do termo "faraó" sendo usado contemporaneamente para designar um governante foram uma carta para Aquenáton (que reinou circa 1 353 a.C.–1 336 a.C.) ou uma inscrição possivelmente referindo-se a Tutemés III (circa 1 479 a.C.–1 425 a.C.). O título "rei" era o termo usado com mais frequência para os monarcas egípcios até o meio da Décima Oitava Dinastia. Nas dinastias do milênio anterior, os antigos reis egípcios costumavam ter até três títulos diferentes: Hórus, o Junco e a Abelha (nswt-bjtj) e as "Duas Senhoras" ou Nebty (nbtj). O Hórus Dourado, bem como os títulos de nome e prenome, foram adicionados posteriormente.
Na sociedade egípcia, a religião era uma peça central da vida cotidiana. Um dos papéis do faraó era o de ser o intermediário entre as divindades e o povo. O faraó, portanto, representava as divindades em uma função que era tanto de administrador civil quanto religioso. Ele era dono-proprietário de todas as terras do Egito, promulgava leis, coletava impostos e defendia o Egito de invasores externos na posição de comandante em chefe do exército. Religiosamente, o faraó oficiava cerimônias religiosas e escolhia os locais de novos templos. O faraó era responsável por manter o Maat (mꜣꜥt), ou ordem cósmica, equilíbrio e justiça, e parte disso incluía ir à guerra quando necessário para defender o país ou atacar outros quando se acreditava que isso contribuiria para o Maat, como para obter recursos.
No período anterior imediato a unificação do Alto e Baixo Egito, o Dexerete, ou "Coroa Vermelha", era uma representação do reino do Baixo Egito, enquanto o Hedjete, ou "Coroa Branca", era usada pelos reis do reino do Alto Egito. Após a unificação de ambos os reinos em um Egito unido, o Pesxente, a combinação das coroas vermelha e branca, era a coroa oficial dos reis egípcios. Com o tempo, novos cocares e ornamentos foram introduzidos durante diferentes dinastias, como o Khat (um lenço de cabeça usado pela nobreza), o Nemés (o famoso pedaço de lenço listrado), o Atefe (um ordenamento branco emplumado utilizado na coroa), a coroa de Hemhem e o Jeprexe (uma peça azul utilizada na cabeça). Às vezes, foi descrito que uma combinação desses toucados ou coroas seriam usados juntos.

## Etimologia
O termo de egípcio "faraó", atribuído aos reis com estatuto de deuses, tem origem no latim tardio pharăo-onis, que derivou do grego Φαραώ, com origem no hebraico par῾ōh, que significava propriamente lit.  "a grande casa" ou "casa elevada", indicando inicialmente o palácio real. Seu adjetivo é o faraônico.

## História
É difícil determinar datas precisas na história dos faraós, já que os testemunhos desta época são escassos, além de virem de uma época em que a própria história estava nos seus primórdios (isto é, a escrita ainda estava nos seus inícios). A tradição egípcia apresenta Menés (ou Narmer, em grego) como sendo o primeiro faraó ao unificar o Egito (até então dividido em dois reinos). Segundo esta tradição, este seria o primeiro governante humano do Egito, a seguir ao reinado mítico do deus Hórus. Documentos históricos, como a Paleta de Narmer, parecem testemunhar essa reunificação sob o faraó Menés, cerca de 3 100 a.C., ainda que os egiptólogos pensem que a instituição faraónica seja anterior. Por isso, se fala também de uma dinastia 0.
Quanto ao último dos faraós, todos estão de acordo em dizer que se tratou de Cesarião (Ptolomeu XV), filho de César e Cleópatra VII, pertencente à Dinastia Lágida.

## Estatuto e papel dos faraós
Mais que um simples rei, o faraó era também o administrador máximo, o chefe do exército, o primeiro magistrado e o sacerdote supremo do Egito (sendo-lhe, mesmo, atribuído carácter divino).
Em muitos casos, cabia ao faraó decidir, sozinho, a política a seguir. Na prática era frequente que delegasse a execução das suas decisões a uma corte composta essencialmente por:
- Escribas, que registravam os decretos, as transações comerciais e o resultado das colheitas, funcionando como oficiais administrativos e burocracia de Estado;
- Generais dos exércitos e outros oficiais militares, que organizavam as campanhas das guerras que o Faraó pretendesse empreender;
- Um Tjati (Vizir), que funcionava como primeiro-ministro, e auxiliava o faraó nas mais variadas funções, da justiça as campanhas militares.
- Sacerdotes, incumbidos de prestar homenagem aos deuses, no lugar do faraó.

De acordo com a mitologia egípcia, o próprio corpo do faraó era divino, já que o seu sangue teria origem no seu antepassado mítico, o deus Hórus.

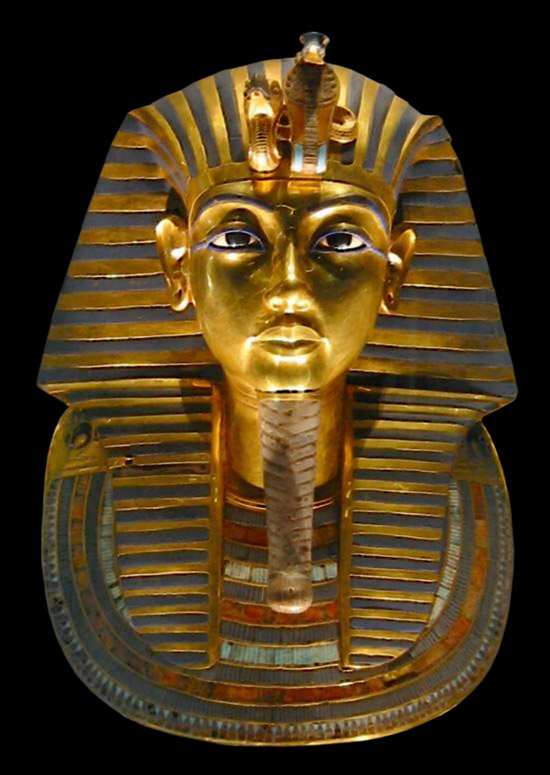
O faraó Tutancâmon

O estatuto e papel do Faraó são, portanto, hereditários, transmitindo-se pelo sangue. Apesar do papel subalterno das mulheres nesta sociedade, os egípcios preferiram, por vezes, ser dirigidos por uma mulher de sangue divino (como Hatchepsut) que por um homem que o não seja (sendo interessante que até Hatchepsut é representada em esculturas ostentando uma farta barba, símbolo de masculinidade e sabedoria). As linhagens faraónicas nunca chegaram, contudo, a prolongar-se durante muito tempo, interrompidas que eram por invasores e golpes de estado.
Quando o reinado de um faraó perfizesse um longo número de anos (em geral, trinta anos), era comum organizar-se uma Heb-Sed, com o fim, ritual, de restabelecer o seu vigor, de forma a mostrar ao povo que o seu governante ainda era capaz de comandar os destinos da nação.

## A Festa de Opet
A Festa de Opet, rituais celebrados para o rejuvenescimento do faraó e dos deuses, era realizada todos os anos. Estas celebrações podem ter sido criadas pelo faraó Amenófis III e ampliado por Ramessés II, onde a estátua do deus Amon-Rá era levada de Carnaque a Luxor e retornava em uma barcaça.
As referências disponíveis sobre a festa de Opet datam do início do Reino Novo e afirmam que a celebração começava no segundo mês da época das cheias do Nilo e se estendiam por 11 dias. Ao final do reinado de Ramessés II passa a ocupar 27 dias.
Durante a 18ª Dinastia o itinerário da festa se deslocou da terra para o rio. O rei se deslocava para Luxor a bordo de sua barca cerimonial e cada estátua era transportada numa embarcação parecida. No fim da festa, as correntes do rio Nilo os traziam de volta a Carnaque. E quanto mais os Faraós fortaleciam seu poder, mais recursos canalizavam para construção de seus túmulos e estas construções eram feitas em boa parte na época das cheias do Nilo.

## Roma, e depois
O Egito tornou-se numa província de Roma, sob a soberania de Augusto, em 30 a.C., até 395. Desta data até 642, fez parte do Império Bizantino. É, depois, conquistado pelos muçulmanos da dinastia dos omíadas.
O título de faraó caiu em desuso. Durante a dominação romana e bizantina o país passou a ser administrado pelos chamados prefeitos do Egito. Após a conquista muçulmana o país alternaria períodos em que era governado por governadores indicados por governantes estrangeiros e períodos em que recuperava a independência, porém devido a islamização do país seus líderes passariam agora a usar títulos de nobreza muçulmanos como emir (no caso das dinastias tulúnida e iquíxida), califa (no caso da dinastia fatímida) e sultão (no caso das dinastias aiúbida, bahri e burji). A última casa real a governar o Egito foi a Dinastia de Maomé Ali, sendo que estes utilizaram os títulos de quediva e de maleque (rei em língua árabe).

## Dinastias faraónicas
Esta é a lista cronológica das diversas dinastias e os faraós respectivamente (para mais detalhes veja lista de faraós):

### Período arcaico: até 2686 a.C.
- Pré-dinastia: Baixo Egito: Hedju-Hor, Ni-Hor, Hessequiu, Caau, Tiu, Texe, Neebe, Uazner, Meque e Falcão Duplo.
- Pré-Dinastia: Alto Egito: Elefante e Escorpião I.
- Dinastia 0: Iri-Hor, Crocodilo, Cá e Escorpião II.
- Primeira dinastia: Narmer, Atótis, Quenquenés, Uenefés, Merneite, Usafedo, Miebido, Semempsés e Bienequés.
- Segunda dinastia: Boco, Queco, Binótris, Setenés, Peribessene, Sequemibe e Quenerés.

### Império Antigo: 2686-2181 a.C.
- Terceira dinastia
- Quarta dinastia
- Quinta dinastia
- Sexta dinastia

### Primeiro período intermediário: 2181-2040 a.C.
- Sétima dinastia (fictícia)
- Oitava dinastia
- Nona dinastia
- Décima dinastia

### Império Médio: 2134-1782 a.C.
- Décima primeira dinastia
- Décima segunda dinastia

### Segundo Período Intermediário: 1782-1570 a.C.
- Décima terceira dinastia
- Décima quarta dinastia
- Décima quinta dinastia
- Décima sexta dinastia
- Décima sétima dinastia

### Época Baixa: 730-343 a.C.
- Vigésima quinta dinastia
- Vigésima sexta dinastia
- Vigésima sétima dinastia
- Vigésima oitava dinastia
- Vigésima nona dinastia
- Trigésima dinastia